# Northern League (2005)
Die Northern League ist eine Eishockeyliga im Vereinigten Königreich, an der Mannschaften aus England, Wales und Schottland teilnehmen. Rekordmeister sind die Fife Flyers mit insgesamt vier Titeln.
Die Mannschaften, die 2010/11 an der Liga teilnahmen, spielten zugleich in anderen Ligen, wie der English National Ice Hockey League, der Scottish National League oder der English Premier Ice Hockey League.

## Titelträger
- 2005/06: Fife Flyers
- 2006/07: Whitley Warriors
- 2007/08: Fife Flyers
- 2008/09: Fife Flyers
- 2009/10: Solway Sharks
- 2010/11: Fife Flyers